# Église San Felice in Piazza
L’église San Felice se situe piazza San Felice à Florence. C’est une église importante du quartier qui se situe Oltrarno.

## Histoire
Attestée dès 1066, elle a un intérieur typiquement gothique et une façade Renaissance attribuée à Michelozzo. En 1153, elle passa sous le contrôle des bénédictins du monastère San Silvestro de Nonantola. Vers le milieu du XIVe siècle, ils décident de l’agrandir : c’est de cette époque que datent les cinq fenêtres en ogive avec des arcs brisés qui sont encore visibles sur le mur extérieur de l'église. La fresque et la lunette du sixième autel à gauche, attribué au Maître de Bargello, représentant la Vierge et l’Enfant avec saint Jacques le Majeur, le pape Sylvestre et l'abbé de Nonantola (vers 1365). La présence du prestigieux abbé bénédictin comme commanditaire accorde une grande importance aussi bien artistique qu’historique à la fresque.

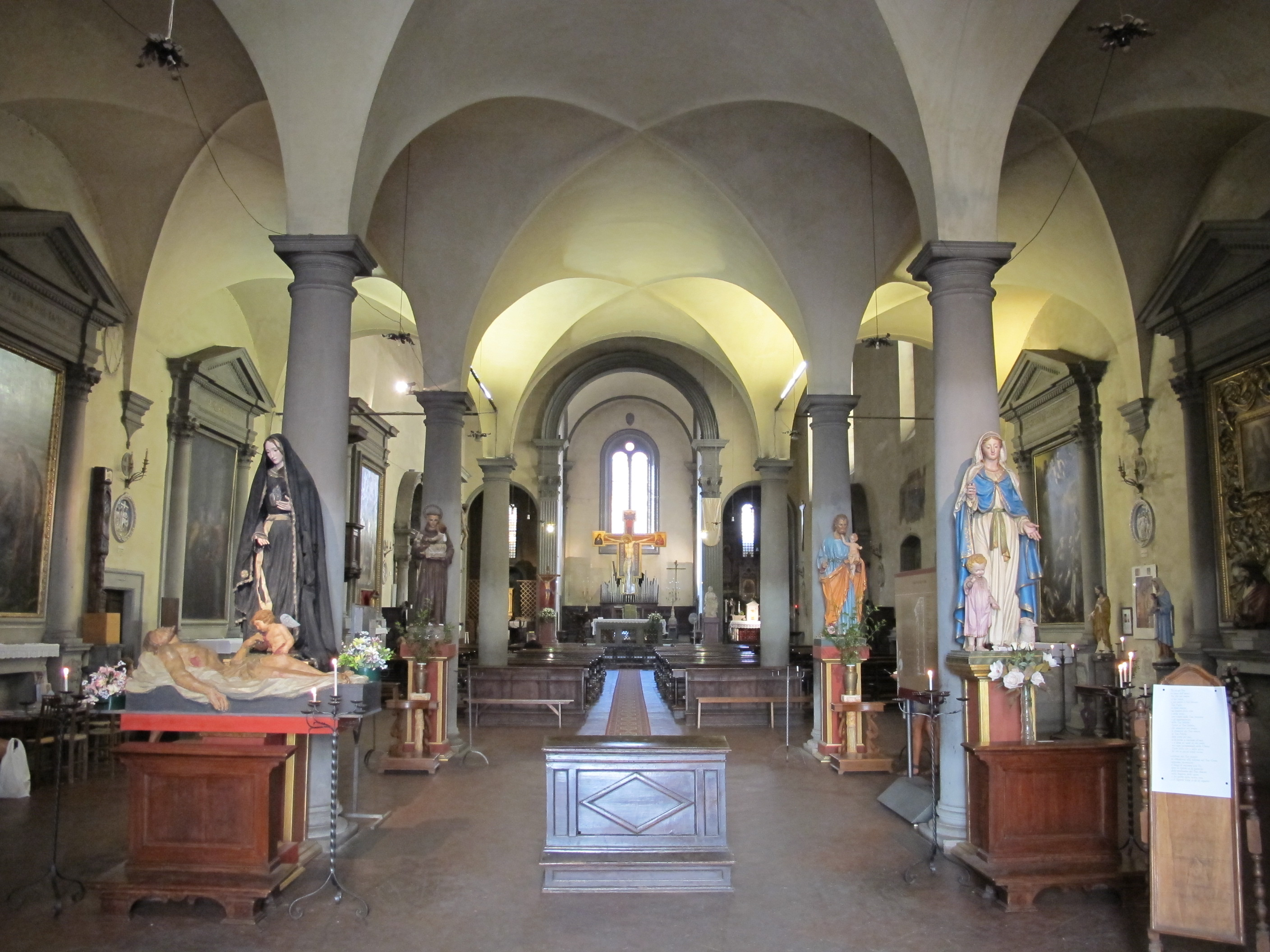
L'intérieur

Toujours de cette période, le crucifix sur l'autel (école giottesque, vers 1308).
Après avoir été cédée aux Camaldules vers 1413, l'église a subi une nouvelle restauration qui conserve, sensiblement inchangée, la structure du XIVe siècle. Plus significatifs sont les changements apportés au XVe, attribués à Michelozzo, la rénovation des chapelles absidales, surtout la centrale avec le grand arc triomphal inspiré des prototypes de Brunelleschi, et la façade réalisée  entre le 1457 et 1460. Le blason sur le portail est celui du commettant Mariotto Lippi. Dans le même temps, on réalise également le nouveau décor intérieur de l’église, mettant à nu le plâtre, le plus souvent confiée au peintre Neri di Bicci et dont il ne subsiste aujourd'hui que le triptyque avec saint Augustin, saint Jean Baptiste, saint Julien et saint Sigismond (1467) du sixième autel à gauche. Les fresques ont été réalisées par un de ses élèves, le Maestro di Signa, peut-être Antonio di Maso, dont on peut admirer dans la contre-façade un saint Bernard avec des anges, le bienheureux Gérard avec des bergers et les saints Ivo et Ansano avec le donateur (1470-80).

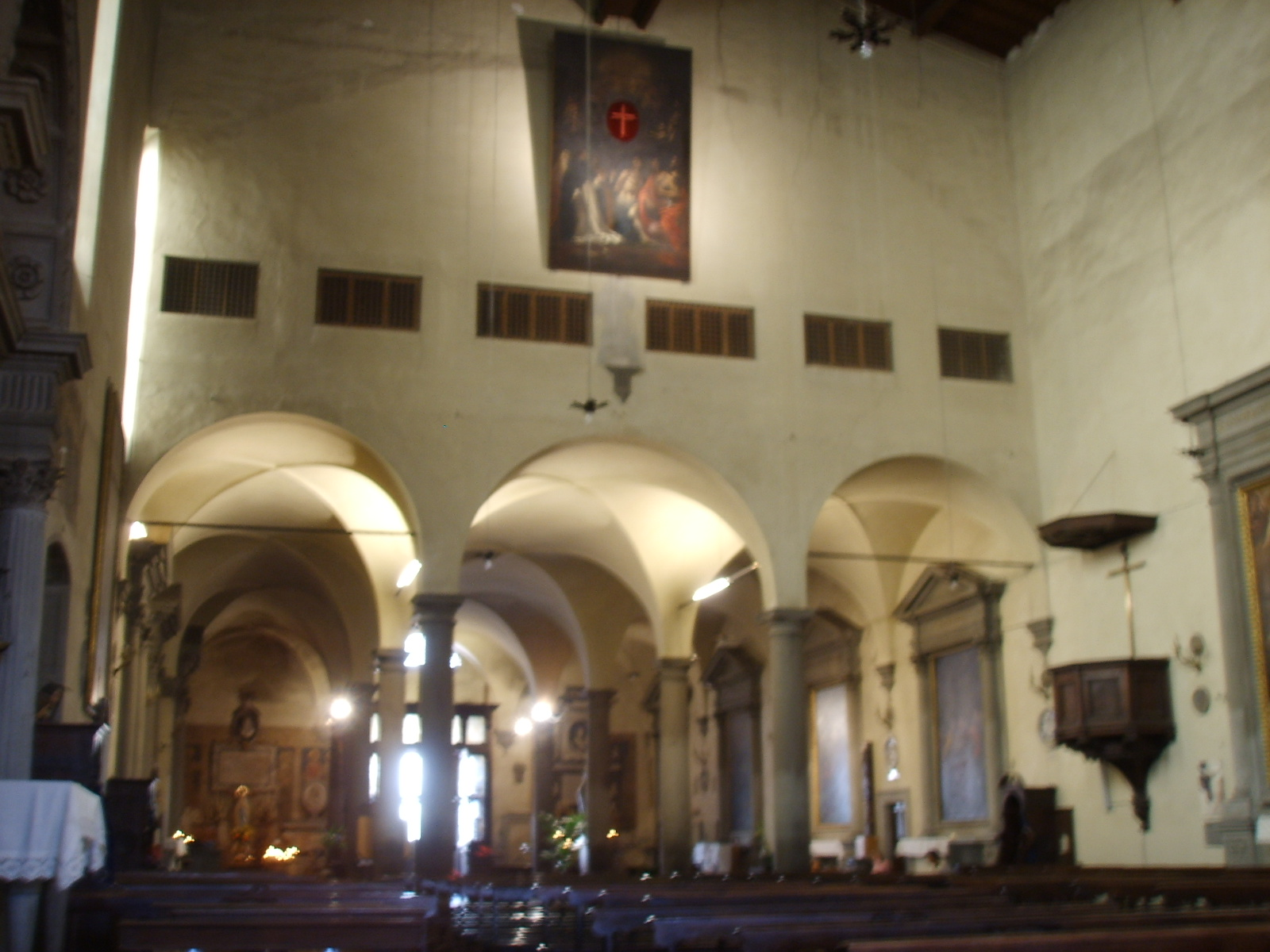
Le chœur

En 1557, les Prêcheurs du monastère de Saint-Pierre Martyr de la Via dei Serragli, qui a été démoli pour renforcer les murs de fortification dans cette zone, déménagent à San Felice. Afin d’adapter l’église à leurs besoins, sont construits une sacristie et surtout un chœur surélevé sur la première moitié de l'église, soutenu par huit colonnes avec des voûtes d'arête (achevé en 1590), servant à créer un espace privé inaccessible aux fidèles assistants à la messe, afin de respecter les obligations de la claustration.
Sur la gauche de la façade s’ouvre la porte de l'ancien couvent de San Pier Martire qui accueille au XVIIIe siècle une institution destinée à recevoir les filles pauvres et, en 1780 un pensionnat gratuit maison pour les jeunes indigents d'Oltrarno, une activité qui est restée après le retrait napoléonien de 1808. Aujourd'hui, il abrite une école maternelle et primaire.
Après un incendie en 1926, l'église a été restaurée. Une Dernière Cène, par Matteo Rosselli (1614), est conservée dans le réfectoire.
Au cours de la Seconde Guerre mondiale et de l’occupation allemande, l’église San Felice in Piazza devient l’un des centres les plus actifs de la résistance d’Oltrarno et pour la protection des Juifs persécutés. Le curé de l'époque, Don Bruno Panerai offre l'hospitalité au Sous-Comité de libération d’Oltrarno et promeut un certain nombre d'initiatives visant à soutenir la population et les personnes déplacées. « Un Juif étranger nommé Habermann » est caché pendant environ six mois dans une pièce attenante aux archives paroissiales, tandis que d’autres juifs sont accueillis par des familles de la paroisse, recevant les visites régulières du curé.

## Autres œuvres artistiques
- Sur les autels latéraux :
  - Sant'Antonio Abate, San Rocco e Santa Caterina d'Alessandria, attribué à l'école de Botticelli (1480), premier autel à gauche.
  - Apparizione della Madonna a San Giacinto e San Pietro Martire de Jacopo Chimenti, signée et datée 1595, cinquième autel à gauche.
  - Madonna col Bambino attribuée à Gherardo Starnina (1409-13), chapelle de tête de l'aile gauche..
  - Deposizione terracotta policroma attribuita a Fra Ambrogio della Robbia (1510 circa), dans cinquième autel sur la droite.
  - Madonna e santi de Ridolfo del Ghirlandaio (1520), sixième autel de droite.
  - Madonna della Cintola e Santi  peinture murale de Bicci di Lorenzo septième autel de la nef de droite.
- Dans les chapelles latérales (créées au XVIIe siècle), on trouve des peintures de Salvator Rosa (cinquième autel à gauche), Jacopo Chiavistelli (deuxième autel à gauche), Ottavio Vannini (après le quatrième autel à droite), Valerio Marucelli (quatrième autel à gauche) et une peinture murale de Giovanni da San Giovanni, achevée par Volterrano, San Felice soccorre San Massimo dans le septième autel à gauche.
- Près de l'autel principal, se trouve une copie de la Madone de Bruges de Michel-Ange

## Autres vues

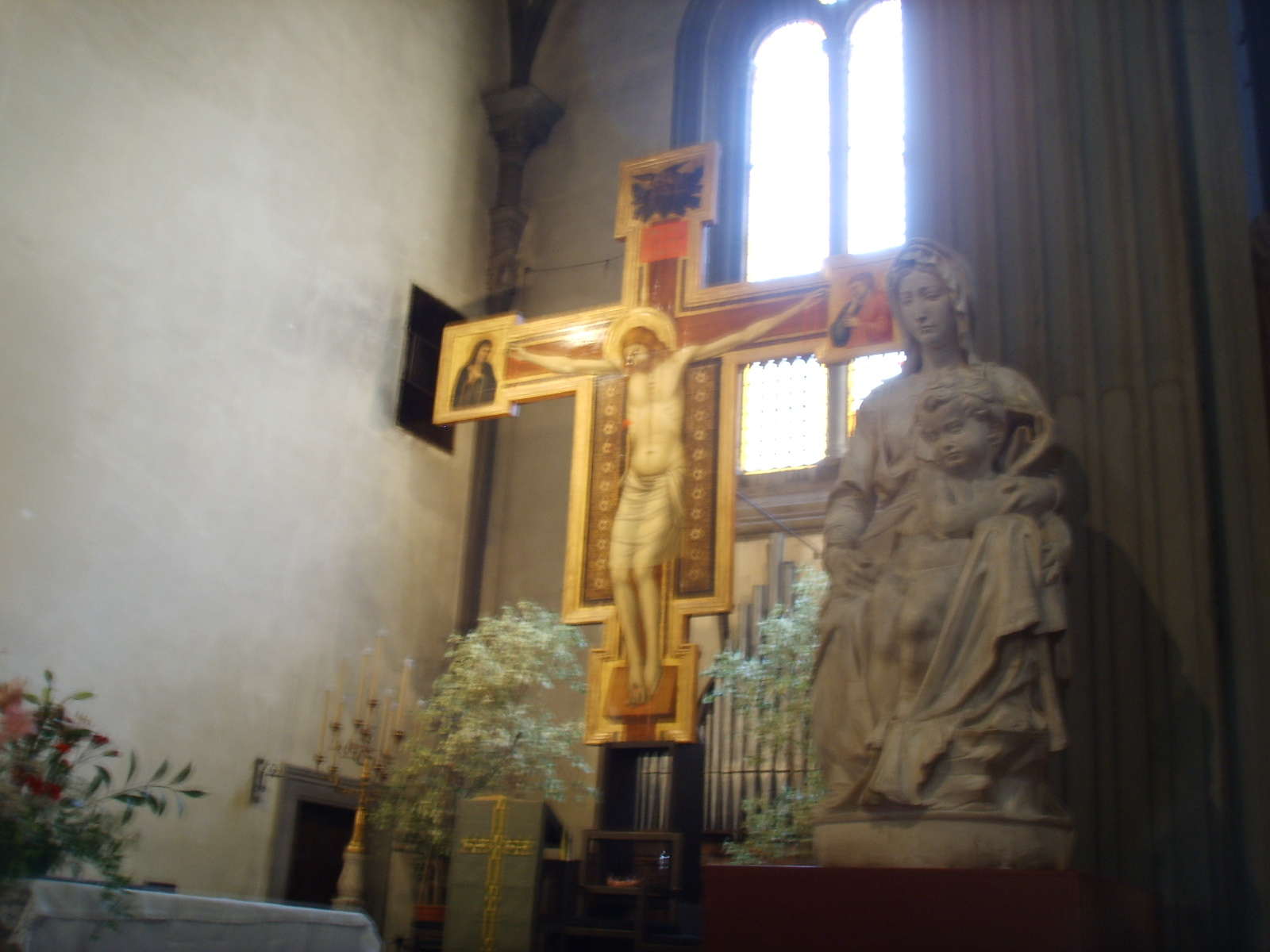
Le crucifix de l'autel principal
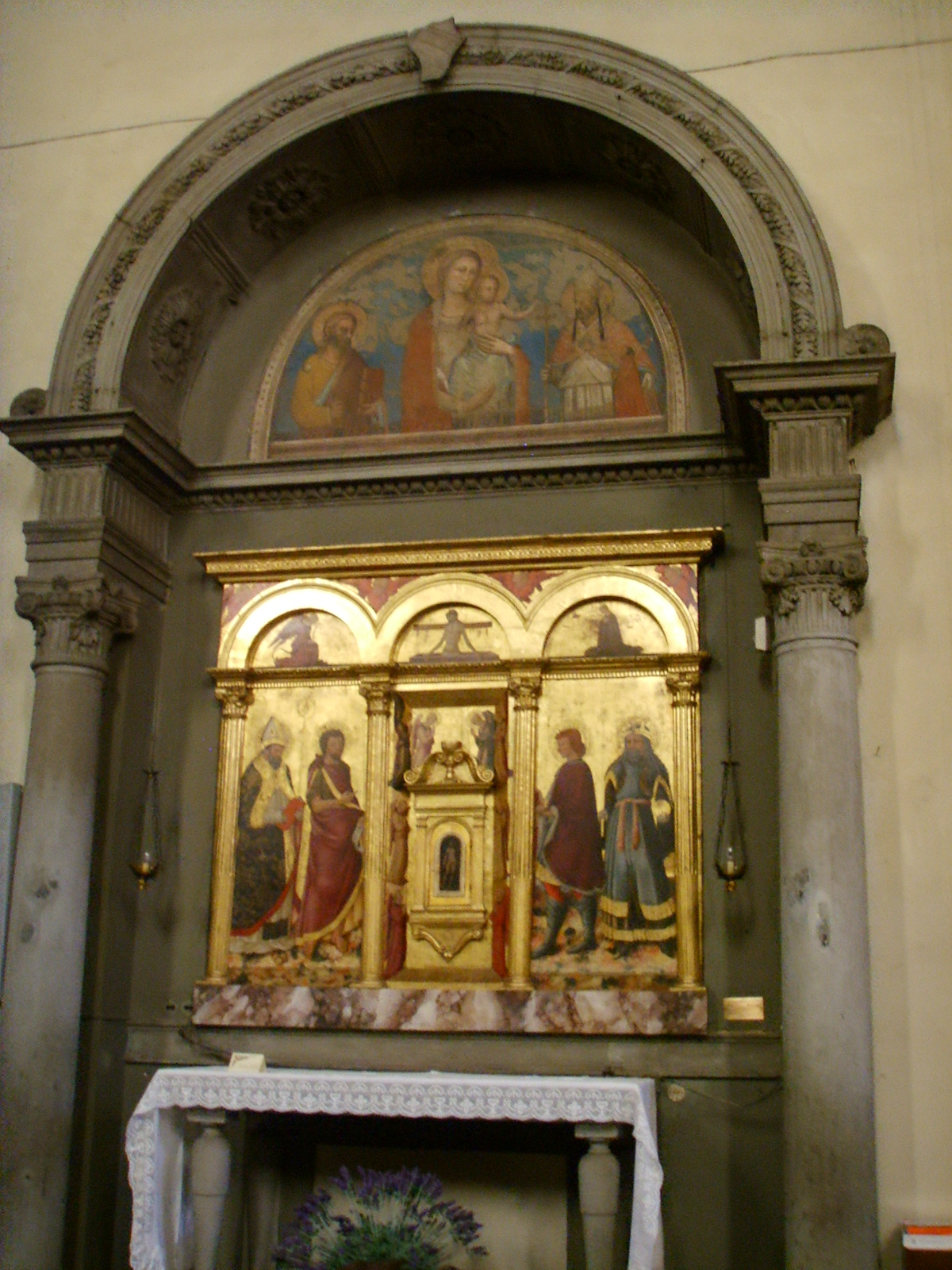
Retable de Neri di Bicci et lunette du Maestro del Bargello
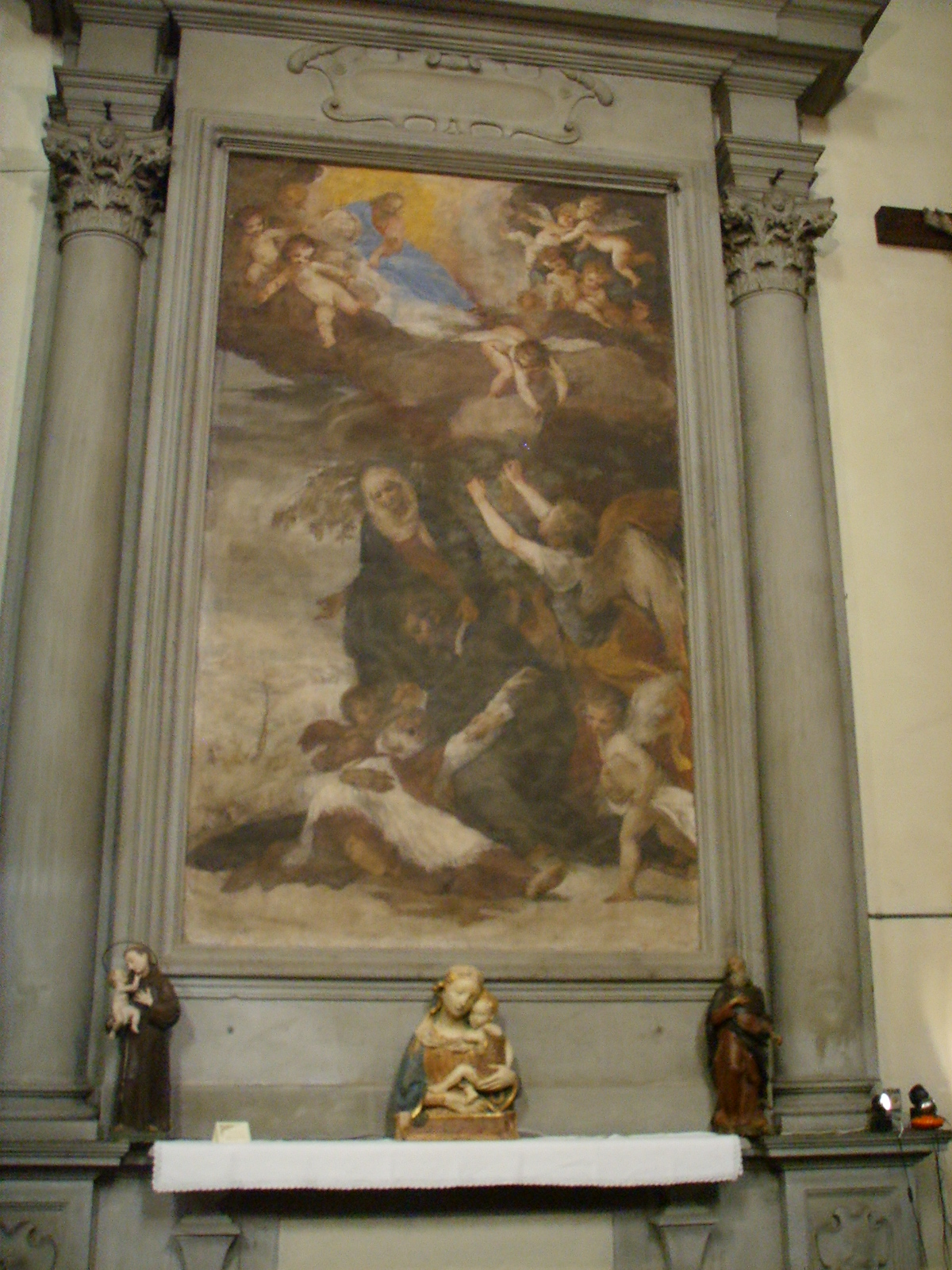
Retable peint de Volterrano et de Giovanni da San Giovanni
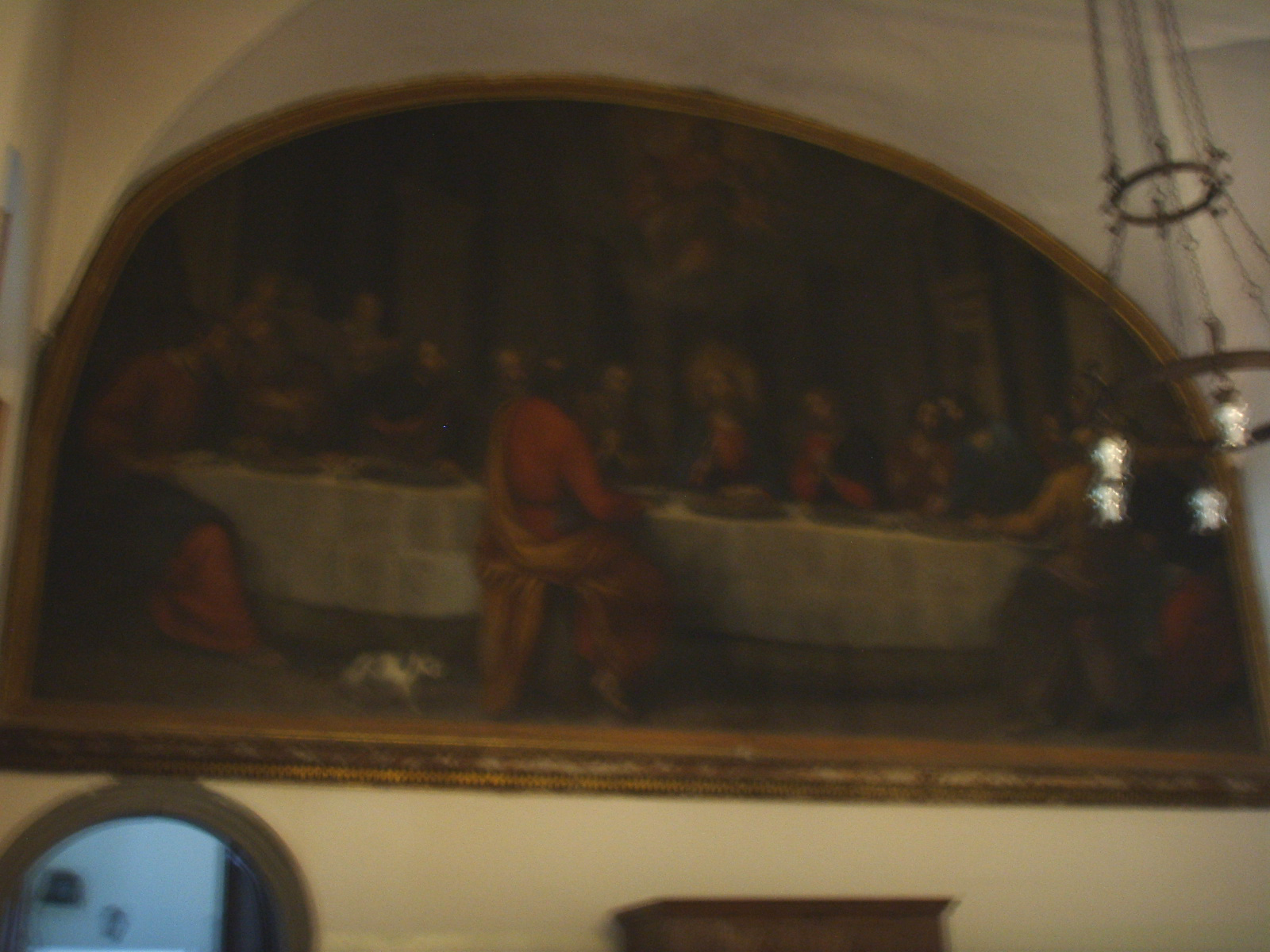
La grande toile de la Dernière Cène de Matteo Rosselli

## Source
- (it) Cet article est partiellement ou en totalité issu de l’article de Wikipédia en italien intitulé « Chiesa di San Felice in Piazza » (voir la liste des auteurs).